# Торосович, Николай
Николай Торосович (пол. Mikołaj Torosowicz, 1605 — 24 октября 1681) — архиепископ львовский армянского обряда, заключил унию с Римским престолом в 1630 году.

## Биография
Родился в семье богатого львовского купца армянского обряда Якова Торосовича. Рукоположен в 1626 году в Стамбуле, в следующем году стал епископом львовских армян. В 1630 году провозгласил унию с Римом и признал католическую веру во время церемонии в костёле кармелитов босых 24 октября 1630 года. Уния была подтверждена Римом 8 ноября того же года.
В 1635 году M. Торосович ещё раз составил католическое исповедание веры перед папой Урбаном VIII в Риме и был провозглашен архиепископом — митрополитом львовским юрисдикции над армянами Польши, Молдавии и Валахии.
Инициатор приглашения во Львов ордена театинцев.
Умер 24 октября 1681 в возрасте 76 лет.
Львовская армянская католическая архиепархия просуществовала более 300 лет—до 1954 года, вплоть до смерти её последнего руководителя Дионисия Каетановича в советском концлагере.